# ウォルター・スコット

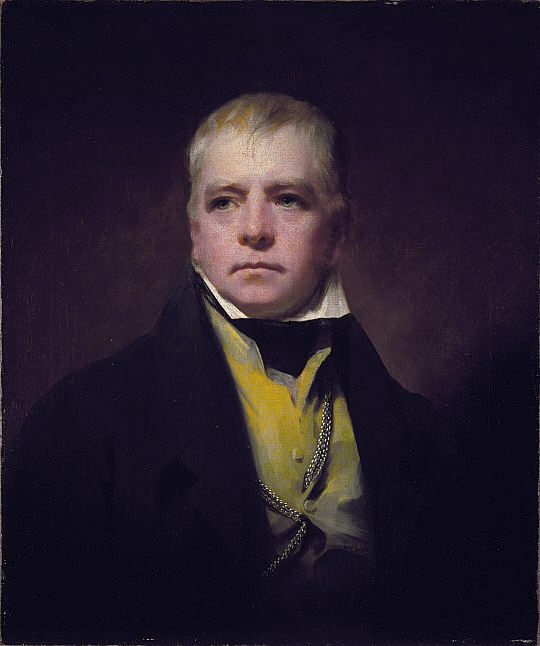
ヘンリー・レイバーンによる肖像画、1822年。

初代準男爵サー・ウォルター・スコット（Sir Walter Scott, 1st Baronet FRSE, 1771年8月15日 - 1832年9月21日）は、スコットランドの詩人、小説家。ロマン主義作家として歴史小説で名声を博し、イギリスの作家としては、存命中に国外でも成功を収めた、初めての人気作家といえる。

## 生涯と作品

### 生い立ち
1771年、エディンバラに生まれる。父は同名の弁護士ウォルター・スコット、母のアン・ラザフォードはエディンバラ大学医学部教授ジョン・ラザフォードの長女、祖先はスコット氏族出身である。ウォルターは12人兄弟の9番目だったが、兄弟のうち6人は幼くして亡くなっている。3歳の時に小児麻痺で左足が不自由になり、療養のためロクスバラ州のスメイルホルムという農村にある大きな農場を持つ祖父母の家で過ごし、このスコティッシュ・ボーダーズ地域で古い史譚や、祖母の語って聞かせるバラッドを楽しみとし、また読み書きを学び、読書にも親しんだ。1778年にエディンバラのグラマースクールに入学、語学を得意とし、文学と歴史に関心を持った。1783年12歳の時にエディンバラ大学古典学科に入学、イタリアの詩人の作を耽読した。1785年に健康のために大学を中退して、父の法律事務所で働き、1792年に弁護士資格を得る一方で、トマス・パーシー『英国古詩拾遺』に刺激を受け、地方の伝説やバラッドなどの蒐集に励んだ。
ゲーテ、ビュルガー、シラーなどドイツのロマン派文学に惹かれ、1796年にビュルガーの『レノーレ』、1799年にゲーテ『ゲッツ・フォン・ベルリヒンゲン』の英語訳を出版した。次いで『ミンストレルジー・オブ・スコティッシュ・ボーダー』を出版する。1797年にはフランス革命戦争に備えて騎兵義勇隊を結成して訓練に励んだ。この年、兄や友人とイングランド西北部のカンバーランドへ旅行し、そこでフランスからの亡命者ミス・シャーロット・シャーパンティアに出会って結婚して、この地に住み、翌年にはエディンバラの南のラスウェイドに移った。1799年にはセルカーク州知事代理に任命される。

### 詩作時代
かつての級友で出版事業を営むジェームズ・バランタインに出版業を勧め、やがて出資者、共同経営者となって、1802年から1803年にかけて『スコットランド歌謡集』全3巻を出版する。1804年にスコットランド旅行中のウィリアム・ワーズワースと知り合い、以後終生の友人となる。弁護士を続けながら、1804年から1812年までシェルカーク州ツイード河畔エトリック・フォレストのアシェスティールの農家に住み、1805年に法廷弁護士を辞めて、翌1806年からスコットランド最高民事裁判所の高級書記官となり、生涯にわたって務めた。後にセルカーク州の司法行政長官も務める。
1805年に出版した物語詩『最後の吟遊詩人の歌』がワーズワースを初めとして評価され、名声を高めた。17世紀の詩人ジョン・ドライデンの全集の編集を行いながら、物語詩、叙事詩の創作に力を注ぎ、『マーミオン』『湖上の美人』などを発表する。1811年にアボッツフォードの邸宅を購入した。
1813年にヘンリー・ジェイムズ・パイの後を受けて桂冠詩人に擬せられたが、これを辞退して後輩のロバート・サウジーを推薦した。

### 小説の時代

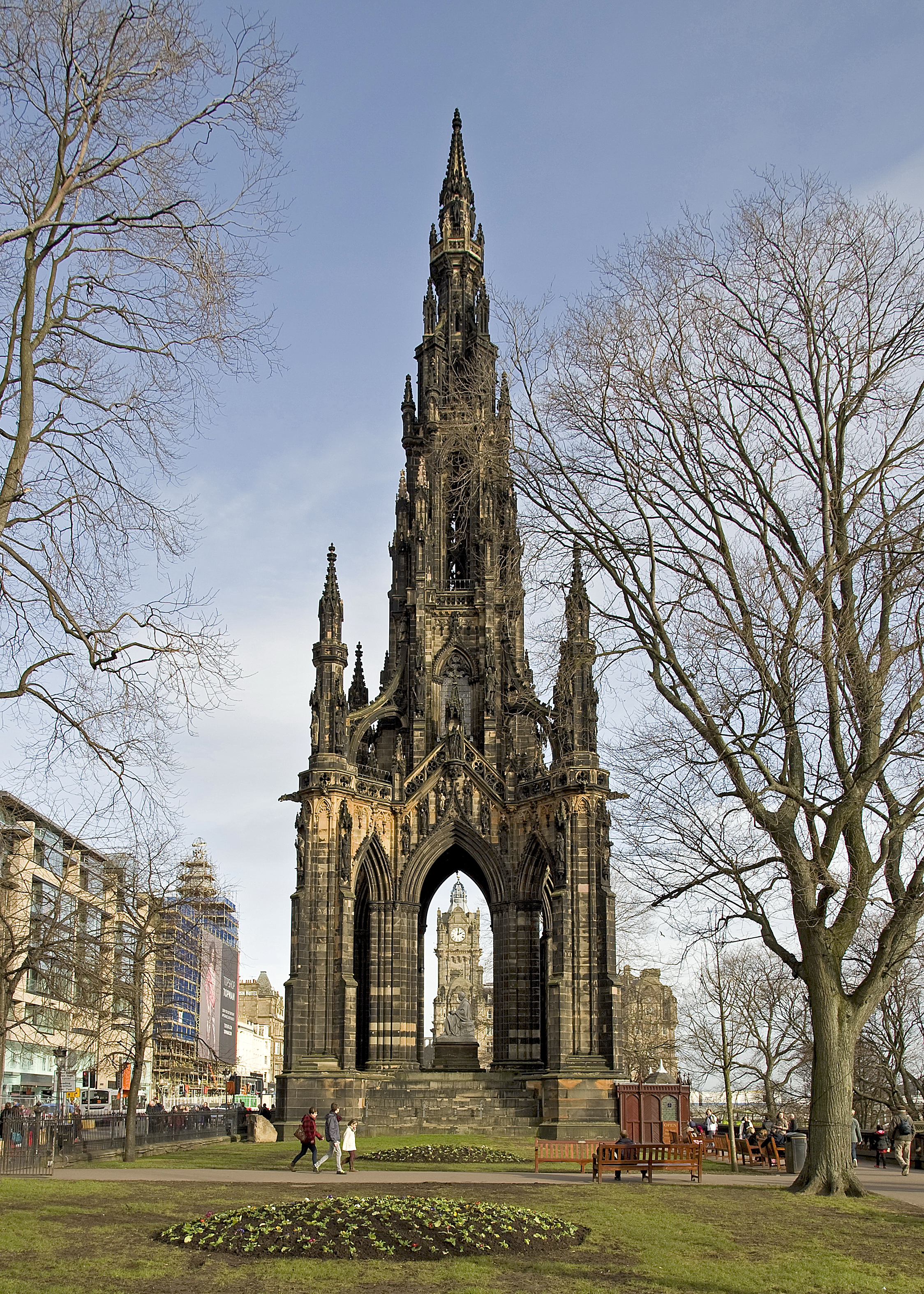
エディンバラにあるスコット記念塔

戦争の影響でバランタインの出版社の経営が悪化し、救済のために歴史小説『ウェイヴァリー』を1814年に無署名で発表、これが好評だったために、その後次々と歴史小説を発表する。続く作品で「ウェイヴァリーの著者によって」と巻頭に記したことから、スコットの小説の総称として「ウェイヴァリー小説群 (Waverley Novels)」という呼び名が生まれた。1820年にジョージ4世からサーの称号を与えられ、また同年エディンバラ学士院院長に推戴された。

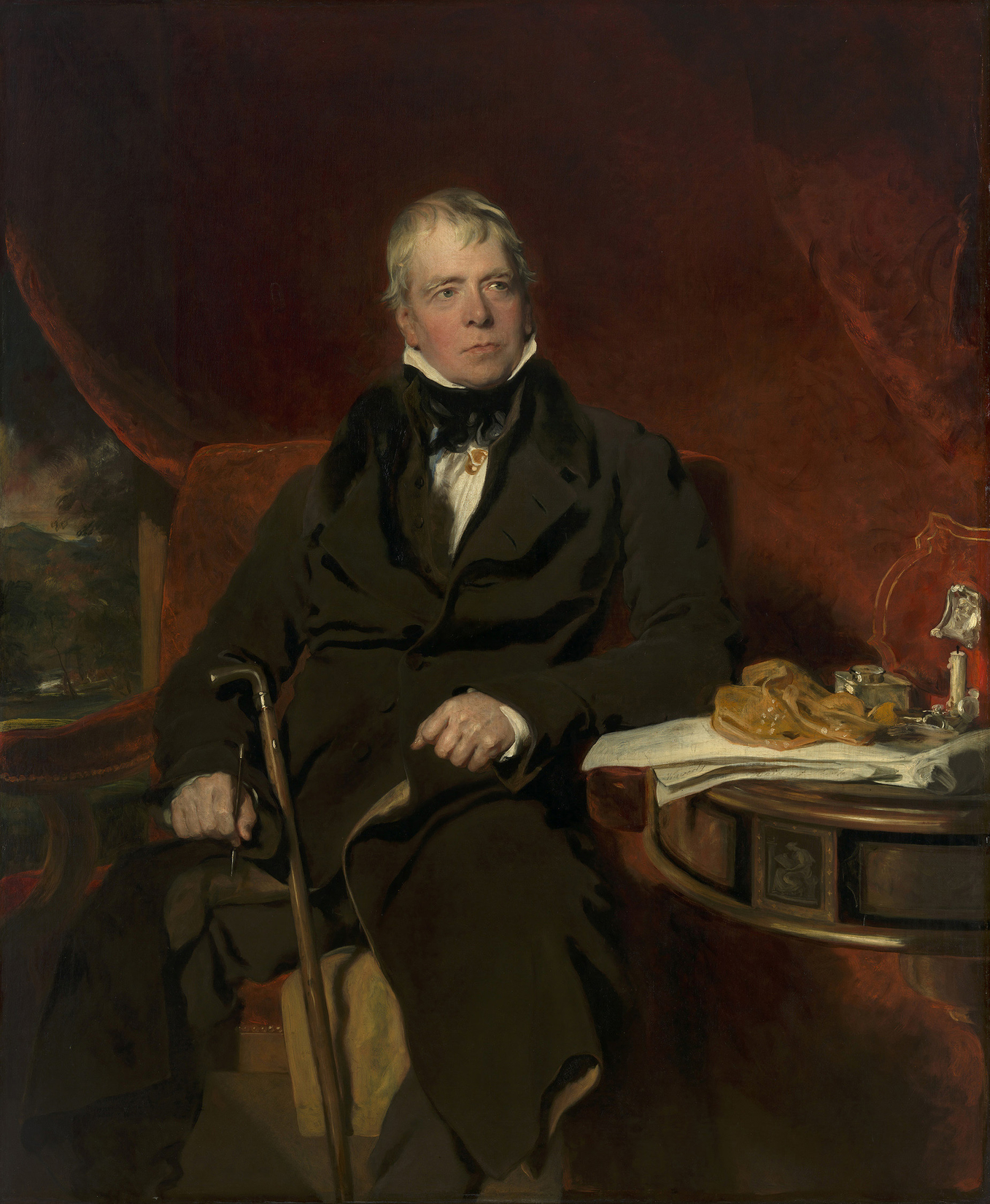
トーマス・ローレンスによる肖像画、1826年ごろ。

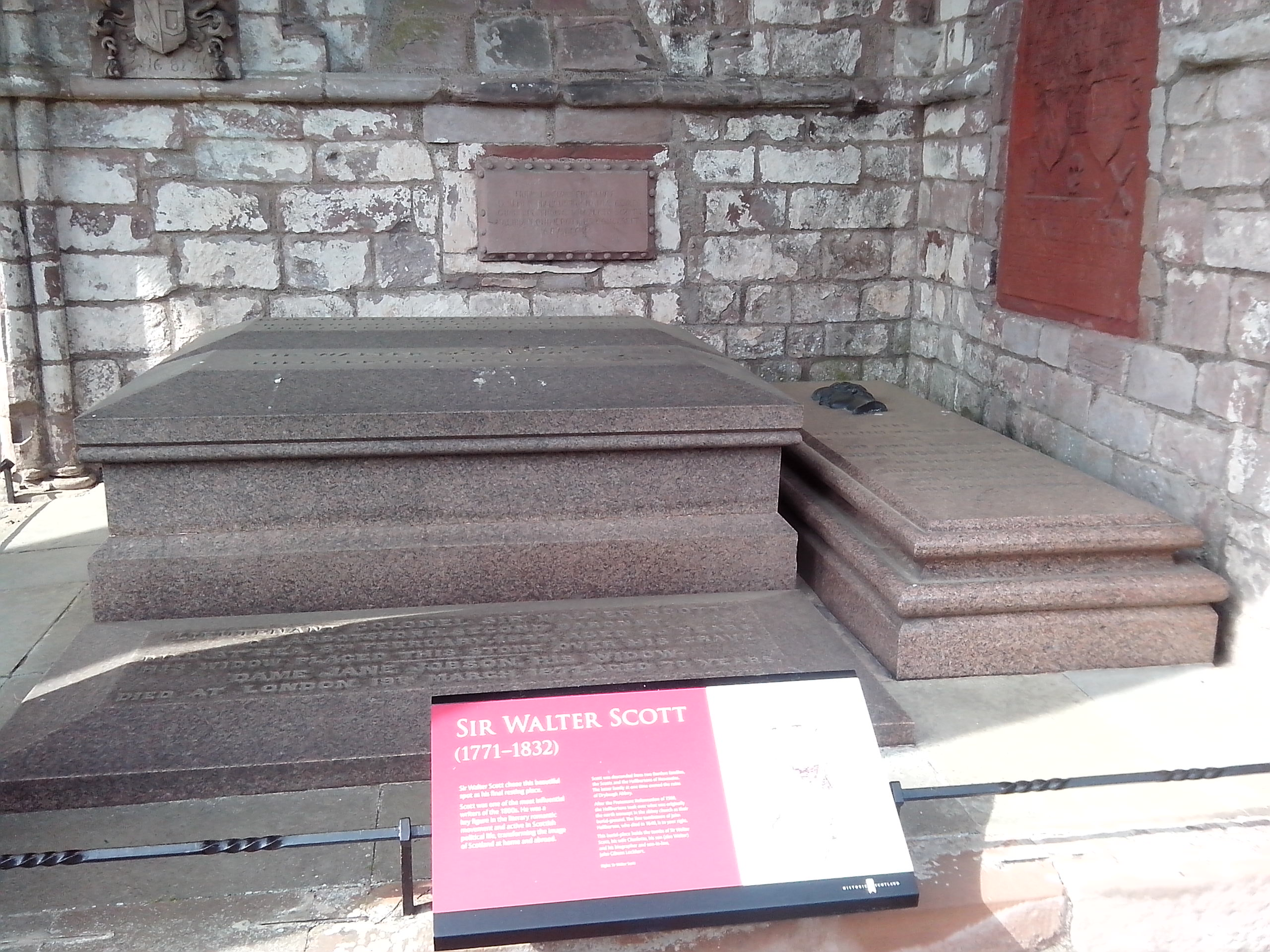
ウォルター・スコット夫婦の墓、2014年撮影。

バランタインの出版社は1826年に破産を宣告され、スコットはその債務の返済のために作品を書き続け、大作『ナポレオン伝』（1827年）などを執筆した。1830年に卒中を起こし、1831年に保養のためナポリに滞在したが、数か月後に孫の死を知ってアボッツフォードに帰郷し、その数週間後に死去した。ドライバラ寺院のスコット家墓地に葬られた。
代表作として叙事詩『湖上の美人』（1810年）、歴史小説『ウェイヴァリー』（1814年）、『ロブ・ロイ』（1817年）、『ランメルモールのルチア』の原作となった歴史小説『ランマームーアの花嫁』（1819年）、『アイヴァンホー』（1820年）など。「ウェイヴァリー小説」の作者であることを公表したのは1827年にだった。『ミドロジアンの心臓』（1818年）はポーティアス騒動におけるヘレン・ウォーカーという実在した女性の行動を題材にしたもので、スコットはその後の1831年に、ヘレンの埋葬されているアイアングレーの教会墓地に墓石を建て、墓碑銘を刻んだ。
ウォルター・スコットの肖像はスコットランド銀行発行のすべての紙幣に使用されている。
ペンネームで執筆することを好み、"The Great Unknown"と呼ばれた。スコットを「現代のシェイクスピア」と慕っていたワシントン・アーヴィングも、スコットに倣ってペンネームを多用した。

### アボッツフォード邸

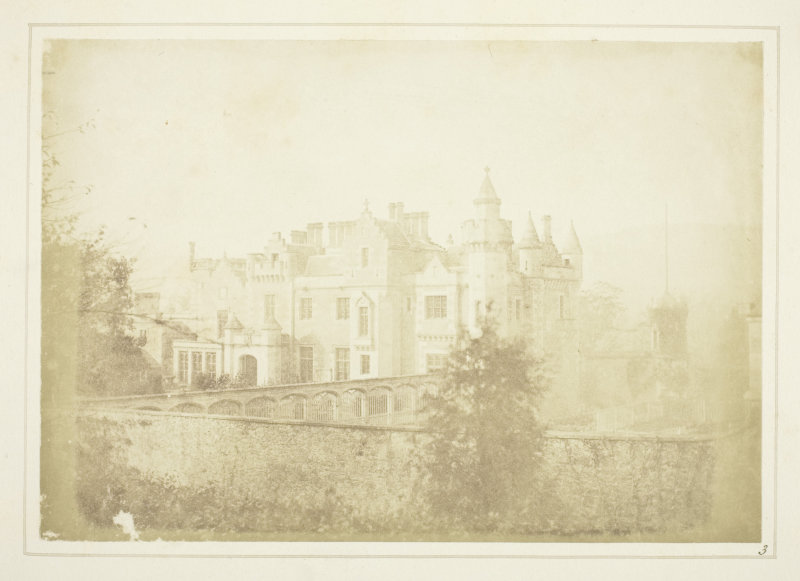
アボッツフォード, ウィリアム・ヘンリー・フォックス・タルボット1844年撮影

スコットは1811年にスコティッシュ・ボーダーズの真ん中メルローズ近郊に110エーカーの土地を購入し、翌年から移住し、1824年にゴシック調の大規模な邸宅を完成させ「アボッツフォード邸」と呼んだ。この邸宅はヴィクトリア朝時代の建築に大きな影響を与えたと言われている。ワシントン・アーヴィングは、イギリス滞在中の1817年に、詩人トマス・キャンベルの紹介状を得てアボッツフォード邸を訪問し、その時の随想『ウォルター・スコット邸訪問記』（Abbortsford、『クレヨンの雑録集』（The Crayon Miscellany, 1835年）所収）を執筆した。
現在は資料館として一般公開され、図書室には9千冊の蔵書が所蔵している。

## 作品リスト

### 詩
- Translations and Imitations from German Ballads, 1796年
- The Chase（ブリュゲルDer Wilde Jägerの英訳）, 1796年
- 『スコットランド国境地方古謡集』The Minstrelsy of the Scottish Border, 1802年–1803年
- 『最後の吟遊詩人の歌』The Lay of the Last Minstrel, 1805年
  - 『最後の吟遊詩人の歌 作品研究』佐藤猛郎著訳 評論社 1983年
- Ballads and Lyrical Pieces, 1806年
- 『マーミオン』Marmion, 1808年
  - 佐藤猛郎訳 成美堂 1995年
- 『湖上の美人』The Lady of the Lake, 1810年
  - 『湖上の美人』馬場睦夫訳 植竹書院 1915年
  - 『湖上の美人』幡谷正雄訳 交蘭社 1925年
  - 『湖の麗人』入江直祐訳 岩波文庫 1936年
  - 『湖上の美人』佐藤猛郎訳 あるば書房 2002年
- The Vision of Don Roderick, 1811年
- The Bridal of Triermain, 1813年
- Rokeby, 1813年
- The Field of Waterloo, 1815年
- The Lord of the Isles, 1815年
- Harold the Dauntless, 1817年

### 小説
ウェイヴァリー小説群
- 『ウェイヴァリー』Waverley, 1814年
  - 『ウェイヴァリー あるいは60年前の物語』上中下、佐藤猛郎訳

万葉舎 万葉新書 ウォルター・スコット歴史小説名作集　2011年
- 『ガイ・マナリング』Guy Mannering, 1815年
- 『好古家』The Antiquary, 1816年
  - 『好古家』貝瀬英夫訳　朝日出版社　2018年
- The Black Dwarf and The Tale of Old Mortality（Tales of My Landlordの第1作）, 1816年
- 『ロブ・ロイ』Rob Roy, 1817年
- 『ミドロジアンの心臓』The Heart of Midlothian（Tales of My Landlordの第2作）　1818年
  - 『ミドロジアンの心臓 ディーンズ姉妹の生涯』玉木次郎訳 岩波文庫 全3巻、1956年-1957年
- 『アイヴァンホー』Ivanhoe, 1819年。訳書はリンク先参照
- 『モントローズ綺譚』The Legend of Montrose 1819年
  - 島村明訳 松柏社 1979年
- 『ランマームーアの花嫁』The Bride of Lammermoor and A Legend of Montrose（Tales of My Landlordの第3作）, 1819年
- 『修道院長』（The Abbot）1920年
  - 『アボット』古賀啓子訳 筒井敬介文「少年少女世界文学全集 国際版」小学館 1978年
- 『修道院』The Monastery and The Abbot（Tales from Benedictine Sourcesシリーズ）, 1820年
- 『ケニルワースの城』Kenilworth, 1821年
  - 『ケニルワースの城』朱牟田夏雄訳　世界文学全集 集英社 1970年、のち新版
- 『海賊』The Pirate, 1822年
- The Fortunes of Nigel, 1822年
- Peveril of the Peak, 1822年
- Quentin Durward, 1823年
- St. Ronan's Well, 1824年
- Redgauntlet, 1824年
- 『婚約者』The Betrothed
- 『護符』The Talisman（Tales of the Crusadersシリーズ）, 1825年
  - 『獅子王リチャード』西村暢夫訳 上崎美恵子文「少年少女世界文学全集 国際版」小学館 1978年
- Woodstock, 1826年
- 『美しきパースの娘』The Fair Maid of Perth（Chronicles of the Canongateシリーズ第2作), 1828年
- Anne of Geierstein, 1829年
- Count Robert of Paris and Castle Dangerous（Tales of My Landlordシリーズ第4作）, 1832年

その他
- The Siege of Malta, 1831年–1832年（没後刊行, 2008年）
- Bizarro, 1832年（未完、没後刊行, 2008年）
- 『魔鏡物語』安藤一郎訳 新世界文学全集　河出書房、1943年

### 短編集
- The Highland Widow, The Two Drovers, The Surgeon's Daughter（Chronicles of the Canongateシリーズ第1作）, 1827年
- My Aunt Margaret's Mirror, The Tapestried Chamber, Death of the Laird's Jock（The Keepsake Storiesシリーズ）, 1828年

### 戯曲
- Goetz of Berlichingen, with the Iron Hand: A Tragedy（ゲーテ『ゲッツ・フォン・ベルリヒンゲン』の英訳）, 1799年
- Halidon Hill, 1822年
- MacDuff's Cross, 1823年
- The Doom of Devorgoil, 1830年
- Auchindrane, 1830年

### ノンフィクション
- The Border Antiquities of England and Scotland（Luke Clennell、John Greigと共著、全2巻）,1814年–1817年
- Essays on Chivalry, Romance, and Drama（『ブリタニカ百科事典』への補足）, 1815年–1824年
- Paul's Letters to his Kinsfolk, 1816年
- Provincial Antiquities of Scotland, 1819年–1826年
- Lives of the Novelists, 1821年–1824年
- The Journal of Sir Walter Scott, 1825年–1832年
- The Letters of Malachi Malagrowther, 1826年
- 『ナポレオン伝』The Life of Napoleon Buonaparte, 1827年
- Religious Discourses, 1828年
- Tales of a Grandfather; Being Stories Taken from Scottish History（Tales of a Grandfatherシリーズ第1作）, 1828年
- The History of Scotland: Volume I, 1829年
- Tales of a Grandfather; Being Stories Taken from Scottish History（Tales of a Grandfatherシリーズ第2作, 1829年
- Essays on Ballad Poetry, 1830年
- The History of Scotland: Volume II, 1830年
- Tales of a Grandfather; Being Stories Taken from Scottish History（Tales of a Grandfatherシリーズ第3作）, 1830年
- Letters on Demonology and Witchcraft, 1830年
- Tales of a Grandfather; Being Stories Taken from the History of France（Tales of a Grandfatherシリーズ第4作）, 1831年

## 関連図書
- 大和資雄『スコット』研究社〈新英米文学評伝叢書〉、1955年。
- J. G. ロックハート（英語版）（佐藤猛郎、佐藤豊、原田祐貨共訳）『ウォルター・スコット伝』 彩流社、2001年
- 松井優子『スコット 人と文学』勉誠出版〈世界の作家〉、2007年。ISBN 978-4-585-07167-9。
- Gilman, D. C.; Peck, H. T.; Colby, F. M., eds. (1905). "Scott, Walter" . New International Encyclopedia (英語). Vol. 17 (1st ed.). New York: Dodd, Mead. pp. 706–708.
- Hewitt, David (24 May 2008) [23 September 2004]. "Scott, Sir Walter". Oxford Dictionary of National Biography (英語) (online ed.). Oxford University Press. doi:10.1093/ref:odnb/24928。 (要購読、またはイギリス公立図書館への会員加入。)
- Minto, William (1911). "Scott, Sir Walter" . In Chisholm, Hugh (ed.). Encyclopædia Britannica (英語). Vol. 24 (11th ed.). Cambridge University Press. pp. 469–475.
- Stephen, Leslie (1897). "Scott, Walter (1771-1832)" . In Lee, Sidney (ed.). Dictionary of National Biography (英語). Vol. 51. London: Smith, Elder & Co. pp. 80–105.